# Rosenberg-ház (Miskolc)
A Rosenberg-ház Miskolcon, a Széchenyi István utca 22. szám alatt áll.

## Története
A telken az 1700-as években egyemeletes épület állt, tulajdonosa Levandovszky Ferenc görög bőrkereskedő volt, aki a Balkánon tett, gyakran több hónapos karavánutak során szerezte be áruját. Az 1860-as évek körül a Paczauer ecetgyáros és nagykereskedő család tulajdonába került a ház. A mai épületegyüttest (a telek eléggé nagy méretű volt, a főutcától a Szinva partjáig húzódott) az 1910-es években Rosenberg Gyula textilnagykereskedő építtette fel, a földszinten működtette fivérével közös üzletét. Az udvari, illetve a déli, Szinva parti kapun megközelíthető épületekben bérelhető lakásokat alakítottak ki. Az udvarban emellett több vállalkozás működött, már az elődépületben is neves nyomdász-lapkiadó tevékenykedett, például Wesselényi Géza itt működtette a Borsodi Hírlap kiadó hivatalát. A boltnak helyet adó földszinti részben később étterem nyílt, amely a szomszédos Budapest szálloda vendégeit látta el. A 20. század második felében itt működött a Polónia nevű népszerű szórakozóhely. A 2020-as években egy olcsóbb termékeket árusító bolt van a helyén.

## Leírása
Az épület főutcai homlokzata öttengelyű. A kapu a jobb oldali axisban helyezkedik el, de korabeli rajz szerint a bal oldalon is volt kapu. A kapu nagyon egyszerű, egy tagolatlan falmezőbe van vágva. A fölötte kialakított lunettában kör alakú nyílást helyeztek el. A kapubejárat maga rendkívül egyszerű, teknő formájúnak mondják, egyébként szűk, folyosószerű benyomást mutat. A földszinti üzlethelyiség öt ablaka félköríves záródású, a bal oldali keskenyebb, mintegy igazolván az egykor volt bal oldali kaput. A megszüntetésének időpontja nem ismert. Az első szinten öt ablakot átfogó széles – a középső részén zárt – erkély van, könyöklőpárkánya középen egyenes, a két szélső tengelyben pedig félköríves bevágás van, előtte kovácsoltvas erkélyráccsal. Az erkély középső, háromablaknyi része – követve az épület alakját – előreugrik. Az ablakok félköríves záródásúak, éleik le vannak kerekítve. A közöttük lévő részt kváderezéssel díszítették, ezek fölött pedig virágdíszes szalagdíszek vannak. A második emelet nyílászáróit tudor ívvel díszítették. A középső tengely szélesebb ablaka előtt, az első emeleti kiemelkedés formáját hozó nyitott erkély áll. Az ablakmellvédek szélességében, az erkély két oldalán az ablakok alatt kidomborodó, hullámzó falsáv helyezkedik el. A két szélső ablakot vállmagasságban szecessziós díszek kötik össze.
A Szinva parti épület háromemeletes, 1+4+1 tengelyes elrendezésű. Bal oldalán van az egyenes záródású kapu. A második emelet két szélső tengelyében egy ablaknyi, a harmadik emelet középső részén két ablaknyi széles erkély van. Az első és a harmadik emelet ablakai félkörös, a földszint és az első emelet ablakai egyenes záródásúak.
A teljes épületegyüttes nagyon rossz állapotban van, sürgős és teljes körű felújításra szorul.

## Képek

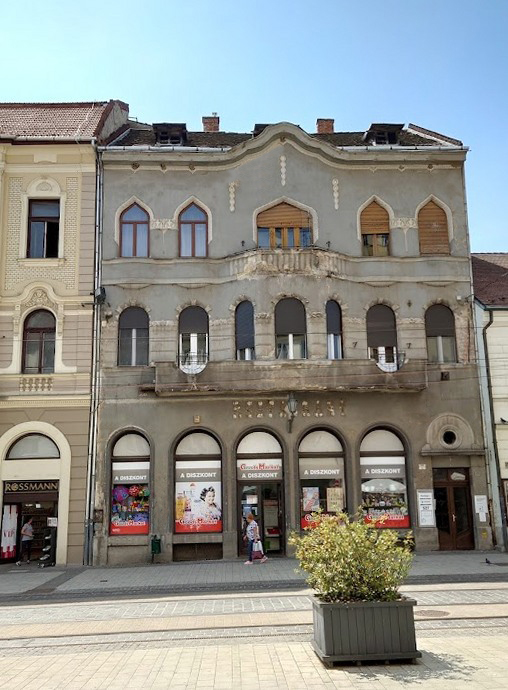
Az épület főutcai képe 2022-ben
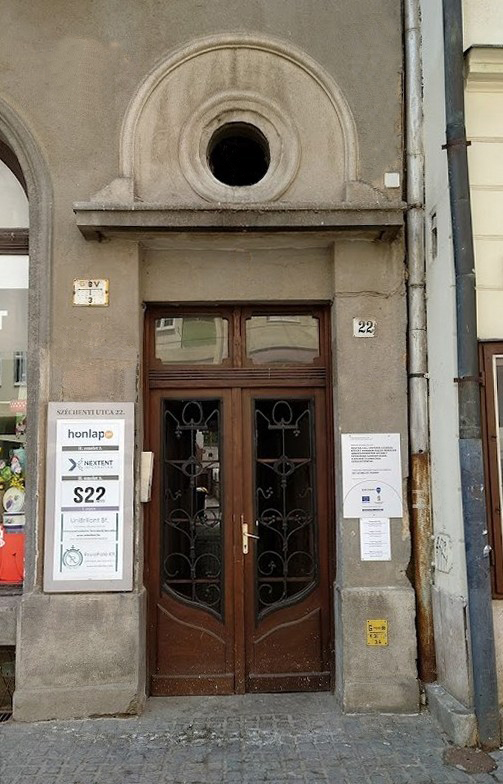
A jobb oldali kapu
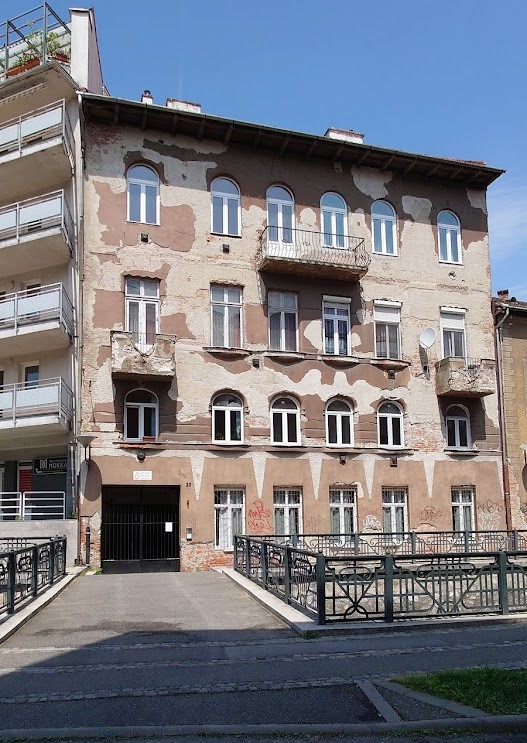
A déli, Szinva parti homlokzat
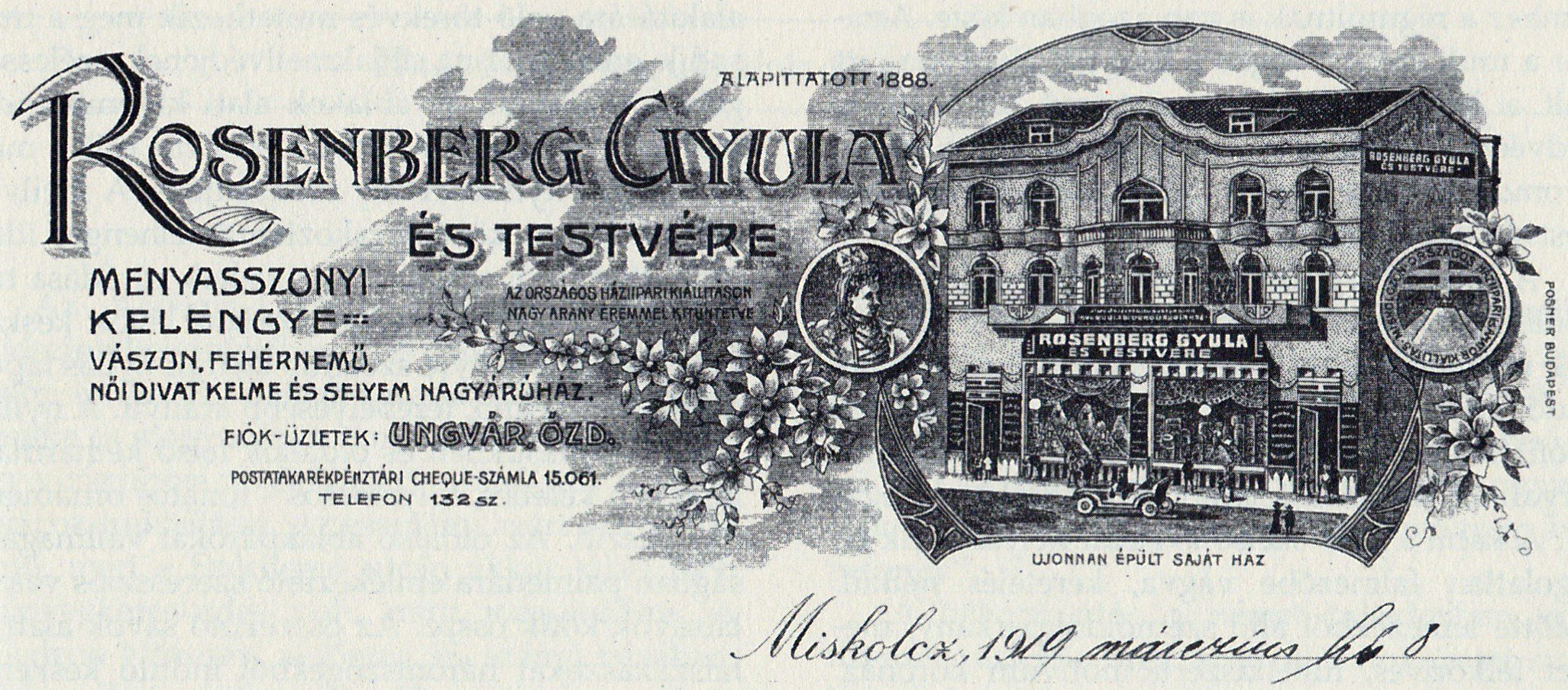
A Rosnberg cég levélpapírja